# Дол-Суха
Дол-Суха (словен. Dol-Suha) — поселення в общині Речиця-об-Савиньї, Савинський регіон, Словенія.